# Ermita de Santa Lucía (Jávea)
La ermita de Santa Lucía en el término municipal de Jávea (Provincia de Alicante, España), corona un cónico cerro en la cima del cual se hallan, además del santuario, los vestigios de diversos yacimientos arqueológicos. 
Se trata de un sencillo edificio construido a finales del siglo XV o más probablemente ya en el siglo XVI que consta de una sola nave de planta rectangular con cubierta a dos aguas y arco central de piedra tosca muy abierto, casi de medio punto. 
Cada 13 de diciembre, la serpenteante senda que accede a la capilla, zigzaguea filas de devotos que acuden en romería a venerar a la santa mártir, acompasados por el atávico sonido de la dulzaina y el tamboril.